# Tian Liang (remera)
Tian Liang (en chino: 田靓; Mohe, 4 de febrero de 1986) es una deportista china que compitió en remo.
Ganó una medalla de oro en el Campeonato Mundial de Remo de 2007, en la prueba de doble scull. Participó en dos Juegos Olímpicos de Verano, ocupando el cuarto lugar en Pekín 2008 (doble scull) y el quinto en Londres 2012 (cuatro scull).

## Palmarés internacional
| Campeonato Mundial | Campeonato Mundial | Campeonato Mundial | Campeonato Mundial |
| Año                | Lugar              | Medalla            | Prueba             |
| ------------------ | ------------------ | ------------------ | ------------------ |
| 2007               | Múnich (Alemania)  | Medalla de oro     | Doble scull        |